# Legends du Texas
Les  Legends du Texas (anciennement 14ers du Colorado) sont une équipe de la NBA Gatorade League, ligue américaine mineure de basket-ball créée et dirigée par la NBA. Elle est délocalisée à Frisco après la saison 2008-2009, saison où elle remporta le titre.

## Historique

### Les 14ers du Colorado
En 2006, Tim Wiens et John Frew, en train de faire construire le Broomfield Event Center à Bromfield, décident d’acquérir une équipe de basket afin de participer au championnat de la Continental Basketball Association. La formation doit se nommer les 14ers du Colorado, en l’honneur des 58 sommets de plus de 14 000 pieds du Colorado,.
Ils préfèrent finalement suivre la montée en puissance de la NBDL, et le 6 avril annonce est faite que 4 formations de la CBA rejoignent cette jeune ligue. Les 14ers sont accompagnés des Wizards du Dakota, du Stampede de l’idaho, et du Skyforce de Sioux Falls.
Le 17 août 2006, une conférence de presse au Pepsi Center de Denver permet d’annoncer que Joe Wolf est le premier entraîneur de l’équipe. Il sort d’une expérience avec le Stampede, et connaît déjà la région, ayant joué aux Nuggets de Denver.
Pour leur première saison dans la ligue, ils bénéficient de joueurs de qualité à ce niveau. Von Wafer inscrit 21,0 points, tandis qu’Elton Brown compile 18,4 unités et 9,6 rebonds. Ils terminent seconds avec 28 victoires sur les 50 rencontres du calendrier. Lors des playoffs, le premier tour face aux Thunderbirds d’Albuquerque est une formalité. Mais il vaut mieux ne pas être cardiaque pour la suite. En demi-finale, il faut une prolongation pour que les 14ers battent le Stampede. C’est à 7 secondes du terme qu’Antoine Hood sécurise le résultat en rentrant deux lancers francs, après qu’Elton Brown ait mis 26 points et pris 12 rebonds. Victoire 94 à 91. Lors de la finale contre les Wizards du Dakota le recours à la prolongation est aussi nécessaire. Pooh Jeter avec 30 unités et Tony Bobbitt en met 29, mais en face Darius Rice sorti du banc est déchaîné, et en rentre 52. Cette fois un peu moins de suspense devant les 5 224 spectateurs présents, les locaux finissent champions, battant Colorado 129 à 121,,.
Pour 2007-2008, Joe Wolf est de retour. Seuls deux joueurs, dont Elton Brown, le sont aussi. Parmi les nouvelles recrues, la qualité est de mise car pas moins de 5 éléments sont appelés en NBA durant la saison, dont Eddie Gill. Grâce à six succès consécutifs en fin d’exercice, ils parviennent à se qualifier pour les playoffs. Mais les D-Fenders sont plus forts, et les sortent dès le premier tour.
Avant 2008-2009 Joe Wolf part pour la NBA. Le 4 août 2008, Bob MacKinnon est nommé à sa place parmi une sélection de presque 40 candidats.
Colorado commence bien la saison, et mène un temps la ligue. L’équipe bat même le record du nombre de points inscrits sur un match à deux reprises. La seconde, le 8 avril, est réalisée lors d’une victoire 155 à 127 face aux Thunderbirds d’Albuquerque. Sonny Weems est le leader lors de ses passages, avec 20,5 points de moyenne, tandis que Josh Davis en ajoute 18,8.
Ils terminent la saison avec 68 % de victoires, à la première place. Les playoffs sont aussi vite avalés, et Colorado remporte le premier titre de son histoire.

### Départ pour Frisco
Le 18 juin 2009, une page se tourne. Donnie Nelson rachète la franchise et décide de la déménager à Frisco, au Texas,.
Il faut attendre avril 2010 pour que son nom et son logo soient connus, les Legends du Texas, nom qui a été préféré aux Shooters ou aux Stars. Ils doivent disputer leurs rencontres à la Dr Pepper Arena.
Sur le banc, Nancy Lieberman est choisie pour entraîner l’équipe. Elle est la première femme à être choisie pour coacher une franchise NBA ou D-League.
Les Legends commencent à jouer à l’automne 2010. Ils débutent très bien, car après six rencontres ils bénéficient du meilleur bilan de l’histoire de la ligue pour une franchise d’expansion, avec cinq succès. Ils établissent même par la suite quelques performances intéressantes, par exemple 84 points, plus gros total de l’histoire sur une mi-temps. Ils sont aussi la seule franchise à connaître un call up dès sa première année, avec Antonio Daniels. Et même s’ils terminent cette saison sous les 50 % de victoires, ils sont qualifiés pour les playoffs. Il ne parviennent cependant pas à passer le premier tour, éliminés par les 66ers de Tulsa par 2 victoires à 1.
Le 4 octobre 2011 Del Harris remplace Lieberman sur le banc, avec beaucoup d’attentes car le pedigree de l’entraîneur est sans commune mesure dans la ligue. Ils n’ont pourtant pas vraiment de joueur qui prend le jeu à son compte, les plus en vue étant Sean Willams avec 15,2 points, et Booker Woodfox avec 15,1. Ils ne font pas mieux que l’année d’avant, mais cette fois-ci ne parviennent pas à se qualifier pour les playoffs,.
La franchise travaille au quotidien à améliorer le sportif, mais il lui faut aussi sécuriser l’aspect financier. Le 21 août 2012, c’est au tour d’Eduardo Najera d’être nommé entraîneur de l’équipe. Le choix peut surprendre après Del Harris, car Najera n’a aucune expérience significative dans le domaine. Son arrivée fait en fait partie d’un plan plus vaste, comprenant un important accord de sponsoring de l’état du Veracruz, au Mexique. L’état mexicain voit son nom apposé au parquet de la « Veracruz Court at Dr Pepper Arena », et bénéficie d’une exposition télévisuelle plus importante. D’un autre côté, cela permet plus de visibilité de l’équipe et de la ligue dans le pays voisin. Si c’est gagnant côté financier, c’est plus compliqué sur le plan sportif car la formation fait moins bien que l’année précédente sur le terrain. Justin Dentmon se démultiplie avec 26,8 points, mais c’est insuffisant pour atteindre les playoffs.
La saison 2013-2014 est guère plus brillante sur le parquet. C’est plutôt hors des terrains que l’on entend parler des Legends. À la suite d'une victoire de Texas sur les Mad Ants de Fort Wayne 100 à 99 le 22 novembre, ces derniers portent réclamation sur une faute technique injustifiée. Elle a donné un lancer franc inscrit plus la possession, le tout à 0,9 secondes du terme. Ceci a son importance car la fin est rejouée lors du showcase, et que cette fois ce sont les Mad Ants qui s’imposent, 105 à 99. À seulement 8 rencontres de la fin de l’exercice, les Legends sont dixièmes, mais dans la course aux playoffs grâce à une belle série de victoires. Sur les matchs qui restent à jouer, ils ne parviennent cependant qu’à avoir un bilan équilibré, ce qui ne suffit pas à se qualifier… ,,
2014-2015 voit arriver un mélange de vétérans et de jeunes. Ainsi, des joueurs comme Delonte West, Eric Griffin, Damion James ou Renaldo Balkman foulent le parquet texan. Cela permet à l’équipe de bien commencer la saison, avec neuf victoires sur les 14 premiers matchs. C’est un changement positif par rapport aux exercices précédents, mais qui ne résiste pas à l’épreuve du temps. 44 % de victoires sur l’ensemble de la saison, c’est insuffisant pour penser aux playoffs.
Après 4 années décevantes, les Legends cherchent à injecter un peu de sang neuf, et le 26 juin 2019 offrent le poste d’entraîneur à Nick Van Exel. C’est un choix en ligne avec la politique de la franchise, qui a souvent pris des décisions spectaculaires pour ses coaches. Il ne fait malheureusement pas mieux que ses prédécesseurs, ne parvenant pas à sortir la franchise du marasme. Parmi ses joueurs, seul Tu Holloway parvient à sortir son épingle du jeu, tournant à 22,4 points en 46 rencontres…

### Fin des coachs stars?
L’expérience Van Exel ne dure qu’un an, car le 8 juin 2016 il quitte le navire pour devenir assistant aux Grizzlies de Memphis. À sa place arrive un choix beaucoup moins spectaculaire qu’habituellement, mais en théorie plus sûr car expérimenté et ayant connu le succès à ce niveau, Bob MacKinnon. Il a ainsi déjà entraîné quatre autres franchises de D-League, remportant le titre avec les 14ers du Colorado en 2009.
Celui-ci reste trois saisons avec l’équipe, et parvient à peine à faire mieux que ses prédécesseurs. En fait, il n’arrive qu’une seule fois à passer au-dessus des 50 % de victoires, lors de l’exercice 2017-2018. Ils ne passent cependant pas le premier tour des playoffs, tombant 107 à 100 face aux Vipers de Rio Grande Valley. Sans une première mi-temps catastrophique où ils n’inscrivent que 37 points, ils auraient peut-être aller un peu plus loin dans la compétition, grâce notamment à Jameel Warney, auteur de 28pts et 14 rebonds.
Autour du basket, le 22 octobre 2018 la franchise annonce un nouveau logo. Il reprend les couleurs de l’équipe, avec des touches du logo des Mavericks de Dallas.
Le 9 juillet 2019, MacKinnon laisse sa place à George Galanopoulos. À 30 ans, il rejoint l’équipe avec la bénédiction de coach Rick Carlisle. Et cette fois la mayonnaise semble prendre. Mieux, pour la première fois de l’histoire des Legends, la franchise semble en mesure d’atteindre les 30 victoires. Elle s’appuie sur un groupe de joueurs dont certains sont connus et se distinguent, comme Cameron Payne, choisi joueur de la semaine le 2 mars 2020. Cette semaine là il poste d’ailleurs le seul triple double de l’exercice avec 18 points, 10 rebonds et 19 passes. Malheureusement cette bonne année se termine prématurément à cause de l’épidémie de Covid-19, alors qu’ils en sont à 24 victoires pour 19 défaites,.

### Logos

Logo des 14ers du Colorado (2006-2009)
Logo des Legends du Texas (2010-2018)
Logo des Legends du Texas (Depuis 2018)

## Résultats sportifs

### Palmarès
| Palmarès des 14ers du Colorado                                 |
| - NBA Gatorade League - 3 participations - Champion : 1 (2009) |
| Palmarès des Legends du Texas                                  |
| - NBA Gatorade League - 9 participations - Néant               |

### Saison par saison
| 14ers du Colorado         |                           |                           |              |              |              |              |  |
| 2006–2007                 | Western                   | 2e                        | 28           | 22           | .560         | Finale       |  |
| 2007–2008                 | Southwest                 | 2e                        | 29           | 21           | .580         | Demi-finale  |  |
| 2008–2009                 | Southwest                 | 1er                       | 34           | 16           | .680         | Champion     |  |
| Legends du Texas          |                           |                           |              |              |              |              |  |
| 2009–2010                 | N'a pas joué              | N'a pas joué              | N'a pas joué | N'a pas joué | N'a pas joué | N'a pas joué |  |
| 2010–2011                 | Western                   | 6e                        | 24           | 26           | .480         | 1er tour     |  |
| 2011–2012                 | Western                   | 4e                        | 24           | 26           | .480         |              |  |
| 2012–2013                 | Central                   | 5e                        | 21           | 29           | .420         |              |  |
| 2013–2014                 | Central                   | 4e                        | 24           | 26           | .480         |              |  |
| 2014–2015                 | Southwest                 | 4e                        | 22           | 28           | .440         |              |  |
| 2015–2016                 | Southwest                 | 3e                        | 23           | 27           | .460         |              |  |
| 2016–2017                 | Southwest                 | 5e                        | 25           | 25           | .500         |              |  |
| 2017–2018                 | Southwest                 | 3e                        | 29           | 21           | .580         | 1er tour     |  |
| 2018–2019                 | Southwest                 | 4e                        | 16           | 34           | .320         |              |  |
| Bilan en saison régulière | Bilan en saison régulière | Bilan en saison régulière | 299          | 301          | .498         |              |  |
| Bilan en Playoffs         | Bilan en Playoffs         | Bilan en Playoffs         | 6            | 4            | .600         |              |  |

## Personnalités et joueurs du club

### Entraîneurs successifs
Le tableau suivant présente la liste des entraîneurs du club depuis 2006.
| #                 | Entraîneur               | Période   | Saison régulière | Saison régulière | Saison régulière | Saison régulière | Playoffs | Playoffs | Playoffs | Playoffs | Récompenses |
| #                 | Entraîneur               | Période   | M                | V                | D                | %                | M        | V        | D        | %        | Récompenses |
| ----------------- | ------------------------ | --------- | ---------------- | ---------------- | ---------------- | ---------------- | -------- | -------- | -------- | -------- | ----------- |
| 14ers du Colorado |                          |           |                  |                  |                  |                  |          |          |          |          |             |
| 1                 | Joe Wolf                 | 2006-2008 | 100              | 57               | 43               | .570             | 4        | 2        | 2        | .500     |             |
| 2                 | Bob MacKinnon            | 2008-2009 | 50               | 34               | 16               | .680             | 4        | 4        | 0        | 1.00     |             |
| Legends du Texas  |                          |           |                  |                  |                  |                  |          |          |          |          |             |
| 3                 | Nancy Lieberman          | 2010-2011 | 50               | 24               | 26               | .480             | -        | -        | -        | -        |             |
| 4                 | Del Harris               | 2011-2012 | 50               | 24               | 26               | .480             | -        | -        | -        | -        |             |
| 5                 | Eduardo Najera           | 2012-2015 | 150              | 67               | 83               | .447             | -        | -        | -        | -        |             |
| 6                 | Nick Van Exel            | 2015-2016 | 50               | 23               | 27               | .460             | -        | -        | -        | -        |             |
| 7                 | Bob MacKinnon            | 2016-2019 | 150              | 70               | 80               | .467             | -        | -        | -        | -        |             |
| 8                 | George Galanopoulos (en) | 2019-     | -                | -                | -                | -                | -        | -        | -        | -        |             |

### Effectif actuel
| Legends du Texas Effectif actuel |                     |                    |                    |
| Entraîneur : Eduardo Nájera      |                     |                    |                    |
| 0                                | Yuki Togashi        | Montrose Christian | Meneur             |
| 7                                | Ricky Ledo (NBA)    | South Kent         | Arrière            |
| 9                                | Doron Lamb          | Kentucky           | Arrière            |
| 11                               | Booker Woodfox      | Creighton          | Arrière            |
| 12                               | Bubu Palo           | Iowa State         | Meneur             |
| 13                               | Mike James          | Duquesne           | Meneur             |
| 14                               | Dwight Powell (NBA) | Stanford           | Ailier fort        |
| 15                               | Damion James        | Austin             | Ailier             |
| 17                               | Renaldo Balkman     | Caroline du Sud    | Ailier-Ailier fort |
| 20                               | Justin Jackson      | Cincinnati         | Ailier-Ailier fort |
| 21                               | Eric Griffin        | Campbell           | Ailier-Ailier fort |
| 24                               | Jeremy Atkinson     | Asheville          | Arrière            |
| 44                               | Ivan Johnson        | CSUSB              | Ailier fort        |
| 50                               | Omar Samhan         | Saint Mary         | Pivot              |

### Joueurs célèbres ou marquants
- Yi Jianlian